# Maxtleca de Galeana
Maxtleca de Galeana är ett samhälle i kommunen Joquicingo i delstaten Mexiko i Mexiko. Orten hade 1 124 invånare vid folkräkningen år 2010 och är därmed kommunens fjärde folkrikaste samhälle.